# Bolero Project
Bolero Project(ボレロ・プロジェクト)はArtistShareのレコーディングプロジェクトで、ラテン・シンガーのLeonardo Granadosとジャズ・ピアニストのEdward Simonによって率いられている。

## ArtistShareプロジェクト〜ボレロ・プロジェクト〜
ArtistShareは「ファン投資」プロジェクトで名を知られている。投資するファンは音楽制作のプロセスを見届けることができる。この『ボレロ・プロジェクト』は南米に広がる官能的な音楽であるボレロの正しい認識・鑑賞を目的としている。SimonとGranadosはこのプロジェクトをSimonにボレロを始めて触れさせた父親とGranadosの母親に特別なプレゼントとして捧げている。全てのボレロはジャズ・インプロビゼーションのスタイルとなっている。Simonが楽曲のアレンジを担当し、Granadosは自由な声楽的表現を担当。録音された楽曲と共に歌詞やアーティストによるボレロ音楽の歴史などの短いレクチャーや、ビデオや音声でのプロジェクト最新情報や、写真やダウンロードなどのたくさんのボーナスが提供される。
投資したいファンはいろいろな参加レベルを選べる。レベルが高くなるほど、ファンはもっとプロジェクトに関わることができる。ブロンズ以上の参加レベルでは、ファンは個人宛にサインされたCDと名前がCDに載るというクレジット・リスティングを得られる。シルバー・レベルはブロンズの提供内容と同じもの、アーティストの好きな音楽が入ったiPodとVIPコンサートチケット1枚が与えられる。ゴールド・レベルはシルバーと同じ内容だがVIPコンサートチケットは1年間何回でも使え、さらに個人宛の感謝の手紙を受け取ることができる。エグゼクティブ・プロデューサー・レベルはゴールドと同じ内容と特別にスタジオで録音された楽曲を提供される。
このCDは2009年7月にリリースされる予定である。

## バンド・メンバー
Leonardo Granados(レオナルド・グラナドス）
ニューヨークを拠点としているヴェネズエラ出身の歌手、兼パーカッショニストである。Granadosはヴェネズエラのサン・クリストバルで音楽志向な家族に囲まれながら育った。彼は父親が設立したPedro Antonio Ríos Reina School of Musicで音楽を勉強した。彼はPaquito D'Rivera, Simón Díaz, Edward Simon, Raul Jaurena, Tito Castro, Katie Viqueira, Pablo Ziegler, 兄でもあるMarco Granadosなど様々な有名なラテン・ミュージシャンと活動したことがある。
彼の歌声は色々なバンドや劇団で認められている。彼は歌手としてMarco GranadosのUn Mundo EnsembleやDavid OquendoのLatin Jazzなどに参加した経験がある。そして、2004年にACE賞を受賞したオフ・オフ・ブロードウェイ・ショーの『Tiempo de Tango』のリード・シンガーとしての役目も果たしている。タンゴ歌手としてはAstor Piazzollaの『María de Buenos Aires』やLincoln Center InstituteのCamerata Latinaで演じたこともある。
Edward Simon(エドワード・サイモン)
音楽批評家に高く評価されているヴェネズエラ出身のジャズ・ピアニスト。Simonは数々のジャズの大御所、Herbie Mann, Paquito D'Rivera, Bobby Hutcherson, Bobby Watson, Terence Blanchard, Don Byronなどと演奏したことがある。得に、Paquito D'Riveraとの活動は影響的で、出身地の音楽を彼のスタイルに取り入れるという結果を及ぼした。今までにリーダーアルバムを7枚リリース。そして40以上のアルバム製作に携わったこともある。彼の作品はChamber Music AmericaやNew York Foundation for the Arts等いろいろな組織に認められている。
New York Timesは『サイモン氏の軽く暖かい演奏は彼の音楽を穏やかに漂わせ、その音楽の到達しなければいけない場所に時間をかけてじっくりと進む。』と述べている。
Scott Colley(スコット・コリー)
彼の力強いライン、完璧なアーティキュレーション、確実なスウィングの感覚と敏感なサポートがJim Hall、Andrew Hill、Herbi Hancockなどのジャズの大御所から選ばれたジャズ・ベーシストScott Colleyを作り上げた。Colleyの著しい感情移入のテクニックや力強い旋律の傾向や大胆不敵な即興がChris Potter、David Binny、Greg OsbyやAdam Rogersによって率いられるグループで役に立っている。
Adam Cruz(アダム・クルス)
ニューヨーク出身で才能あるジャズ/ラテン音楽で活躍するドラマー。クルスの音楽性や多才で技術的なスキルが幅広い認識をもたらした。Cruzは40枚ほどに及ぶアルバムのレコーディングに参加した経験がある。The Mingus Big Band, David Sánchez Quintet, Leon Parker Band, Chick Corea’s Origin Sextet, Danilo Perezなどと録音やツアーをともにしたりMongo Santamaria, Airto Moreira, Herbie MannやMcCoy Tynerなどともステージを共にしたことがある。

## ゲスト・アーティスト
- Paquito D'Rivera (sax)
- Marco Granados (flute)
- Pernell Saturnino (percussion)
- Diego Urcola (trumpet)